# Monte Cervandone
Il monte Cervandone (Scherbadung in tedesco) è una montagna delle Alpi alta 3.210 m s.l.m. È una delle maggiori cime delle Alpi Lepontine.

## Descrizione

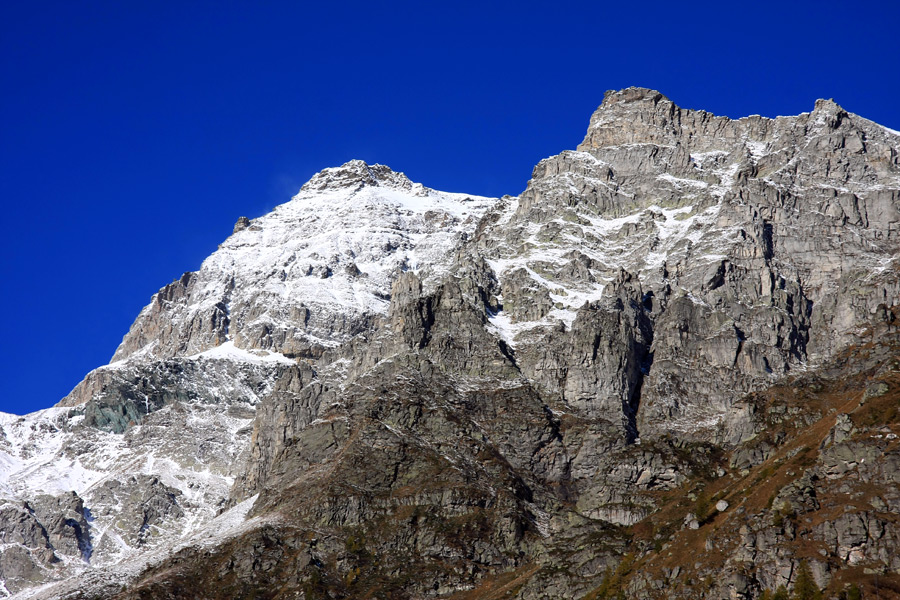
Il monte Cervandone

Si trova nella Valle del Devero di fianco a Punta della Rossa e dietro alla nera mole dell'Helsenhorn.